# Agostino Lomellini
Agostino Lomellini (Génova, 1709 - Génova, 1791) foi o 166.º Doge da República de Génova.

## Biografia
Em 22 de setembro de 1760 foi eleito pelo novo Grande Doge de Gênova: o n.º cento e vinte e um, na sucessão bienal, e o n.º cento e sessenta e seis na história republicana. O seu mandato ficou marcado pelo tratamento e posterior eliminação, com a Espanha, de algumas restrições económicas que no passado minaram a economia e o comércio genovês. Visto que o mandato cessou em 10 de setembro de 1762, ele ainda serviu ao estado genovês em tarefas e atribuições, como ser enviado para a Córsega onde, no entanto, a sua gestão ficou abaixo das expectativas.